# Araneus fistulosus
Araneus fistulosus este o specie de păianjeni din genul Araneus, familia Araneidae, descrisă de Franganillo, 1930.
Este endemică în Cuba. Conform Catalogue of Life specia Araneus fistulosus nu are subspecii cunoscute.